# Chiesa abbaziale di Einsiedeln
La chiesa abbaziale di Einsiedeln costituisce uno degli esempi più significativi dell'arte barocca e rococò tedesca e fa parte dell'abbazia territoriale di Einsiedeln.

## Storia e descrizione

### Origini
La chiesa origina dall'antica cappella in legno eretta dall'eremita san Meinrado nella prima metà del secolo IX. Dopo un periodo di abbandono, successivo alla morte di Meinrado, la cappella fu trasformata in chiesa da un gruppo di monaci guidati dal canonico della cattedrale di Strasburgo, Bennone, che vi giunse con i suoi compagni nel 934, dopo aver deciso di ritirarsi a vita monastica. Essa costituì il primo nucleo dell'omonima abbazia.
Nel 948 il vescovo di Costanza, Konrad, e quello di Augusta, Ulrich, vennero a consacrare la nuova chiesa. Alla mezzanotte del 14 settembre , mentre i monaci recitavano l'ufficio notturno, secondo la tradizione Konrad entrò in estasi, udendo un coro angelico e assistendo alla consacrazione effettuata da Gesù stesso, in presenza della Madonna e di alcuni santi. Questo evento fu indagato e successivamente confermato da papa Leone VIII.

### L'attuale chiesa

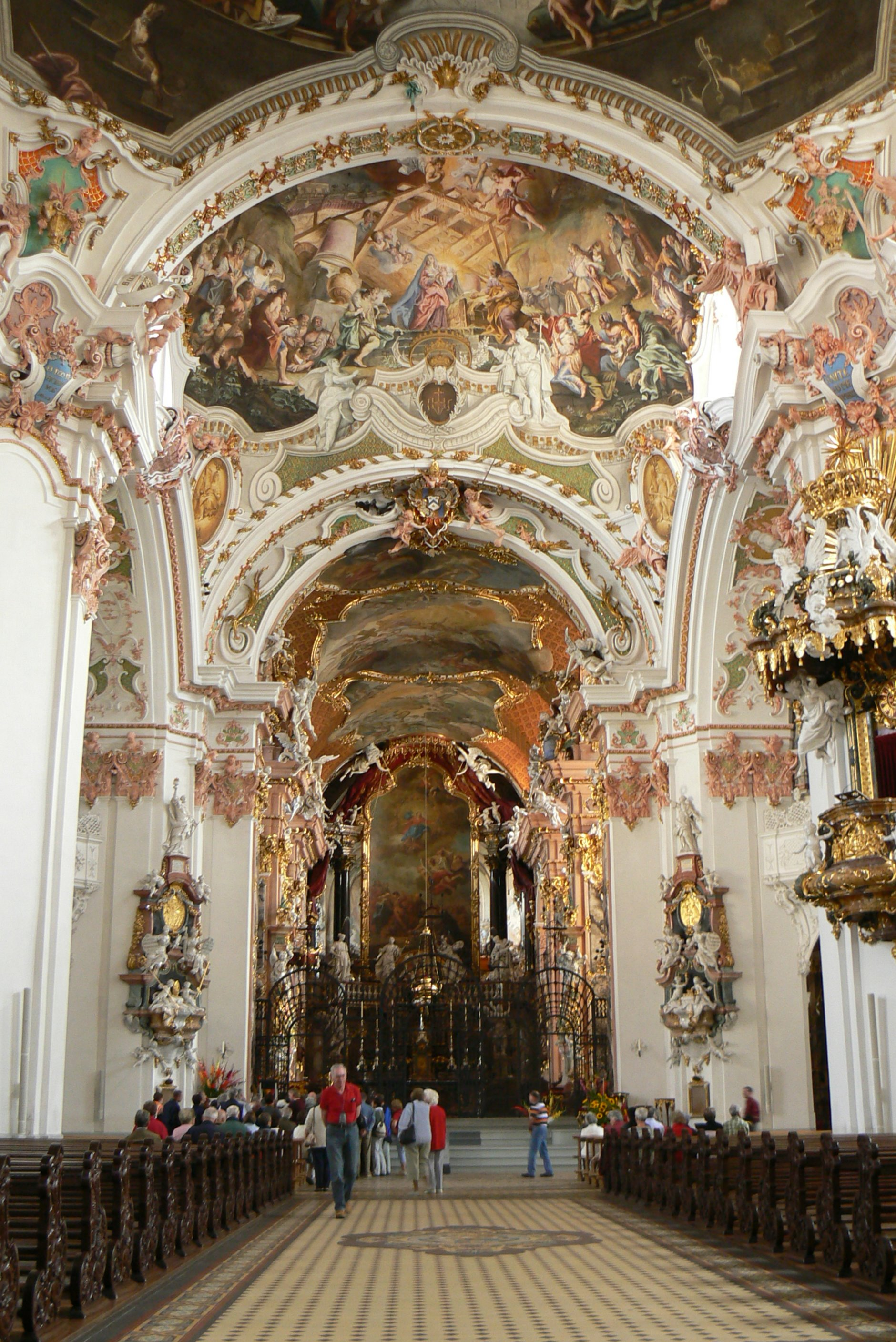
Veduta dell'interno

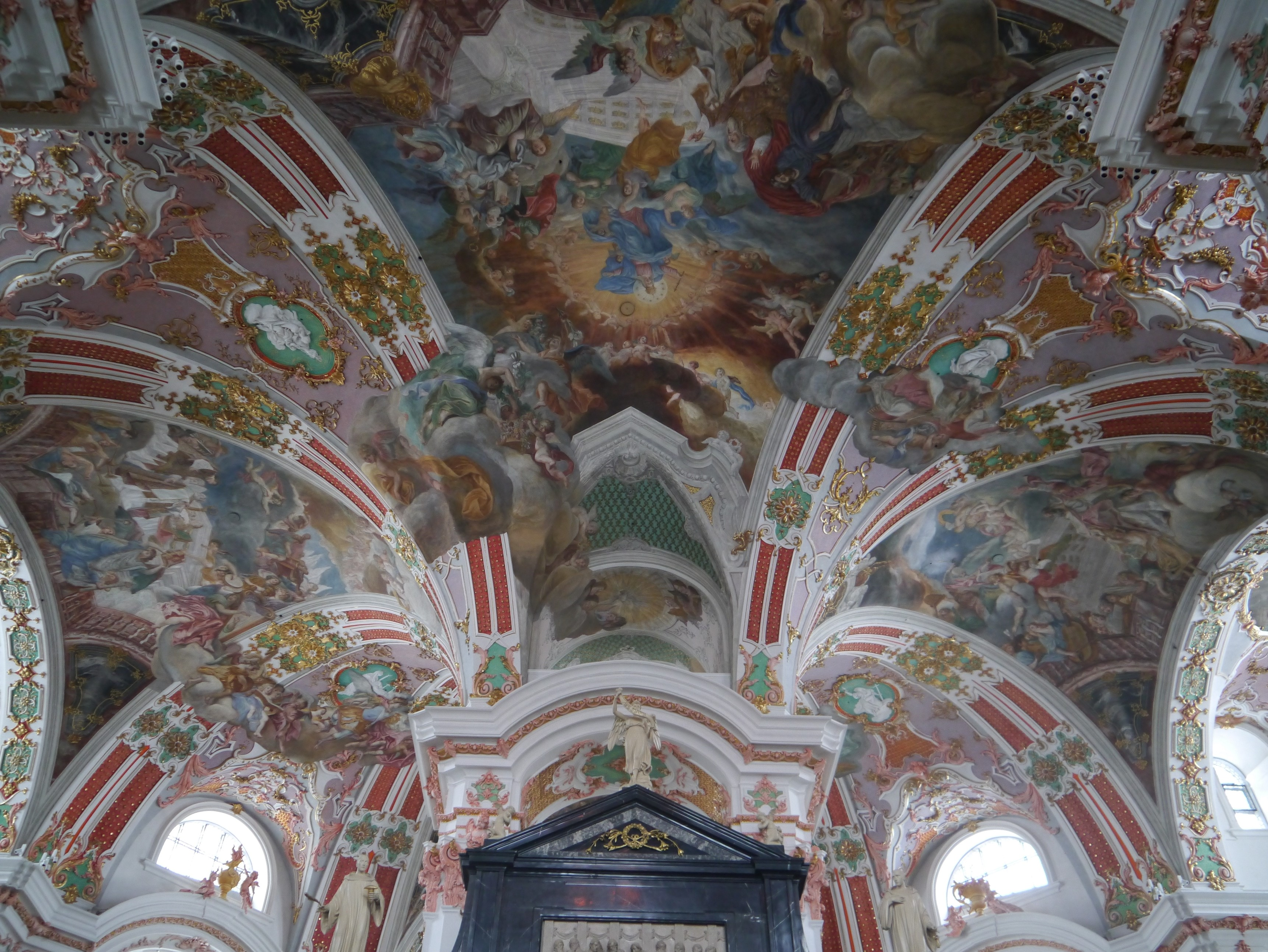
Particolare degli interni

La chiesa abbaziale, nell'attuale forma, fu iniziata nel 1719 per volere dell'abate di allora, Thomas Schenklin, e fu costruita sui disegni di Caspar Moosbrugger (1656 - 1723), architetto e confratello benedettino. Fu consacrata il 3 maggio 1735 dall'abate Nikolaus Imfeld.
Si tratta di un edificio di stile barocco, con un frontale scandito da due torri e di fronte al quale è posta un'edicola contenente una statua della Madonna.
L'interno è a navata unica il cui inizio, dal portale d'ingresso, è segnato da uno spazio ottagonale, sormontato da una cupola, al centro del quale è posta la Cappella della Madonna Nera, rivestita di marmi neri e bianchi di Salisburgo.
Segue la parte centrale della navata, scandita da possenti pilastri. Poco oltre la metà della navata, su un pilastro posto sulla destra, emerge un pulpito con baldacchino, opera dell'architetto e scultore tedesco Egidio Quirino Asam. L'incrocio con il transetto è sovrastato da una cupola alta 37 metri riccamente affrescata al suo interno. Si giunge quindi all'altar maggiore (opera dello scultore milanese Domenico Pozzi, su disegni di Giovanni Antonio Torricelli di Lugano) e al coro, separati dalla navata da una cancellata in ferro battuto.

#### Stucchi ed affreschi
La Chiesa è decorata da stucchi e ornamenti di stile rococò, nei quali prevalgono i colori rosa, oro e verde, e da imponenti affreschi.
Gli stucchi sono in gran parte dovuti a Egidio Quirino Asam, il cui capolavoro in questa chiesa è il pulpito, sul quale sono rappresentati san Giovanni Battista, Gesù dodicenne al tempio e Mosè con il serpente di bronzo. In alto, sotto il baldacchino del pulpito, sta un orologio aureo, sormontato da due corvi, emblema di san Meinrado. Tutto il pulpito è sovrastato da una grande corona aurea, simbolo della regalità del Cristo.
La volta della navata centrale è affrescata dal fratello di Quirino, Cosma Damiano Asam. Si tratta di un grandioso ciclo di dipinti rappresentanti la nascita del Cristo, con la Madonna, san Giuseppe, pastori e angeli. Negli spazi laterali sono rappresentati i santi collegati a Einsiedeln. Sulla cupola sovrastante il pulpito è dipinta l'Ultima Cena.
La volta della cupola che sovrasta la zona ottagonale, al cui centro è sita la cappella della Madonna Nera, Cosma Damiano Asam ha rappresentato la venuta di Cristo a Einsiedeln per consacrare la chiesa abbaziale. La scena raffigura il Cristo che discende dal Cielo accompagnato da angeli e santi che gli porgono l'abito pontificale. La Madonna è circondata dagli evangelisti e tutt'intorno è un apparire ininterrotto di altri santi, da san Pietro a san Lorenzo, da sant'Agostino all'Arcangelo Michele.
Negli altari laterali, due pale d'altare: Morte di San Benedetto da Norcia e Apparizione della Vergine a San Meinrado, sono opera di Carlo Innocenzo Carloni.

#### La Cappella della Madonna

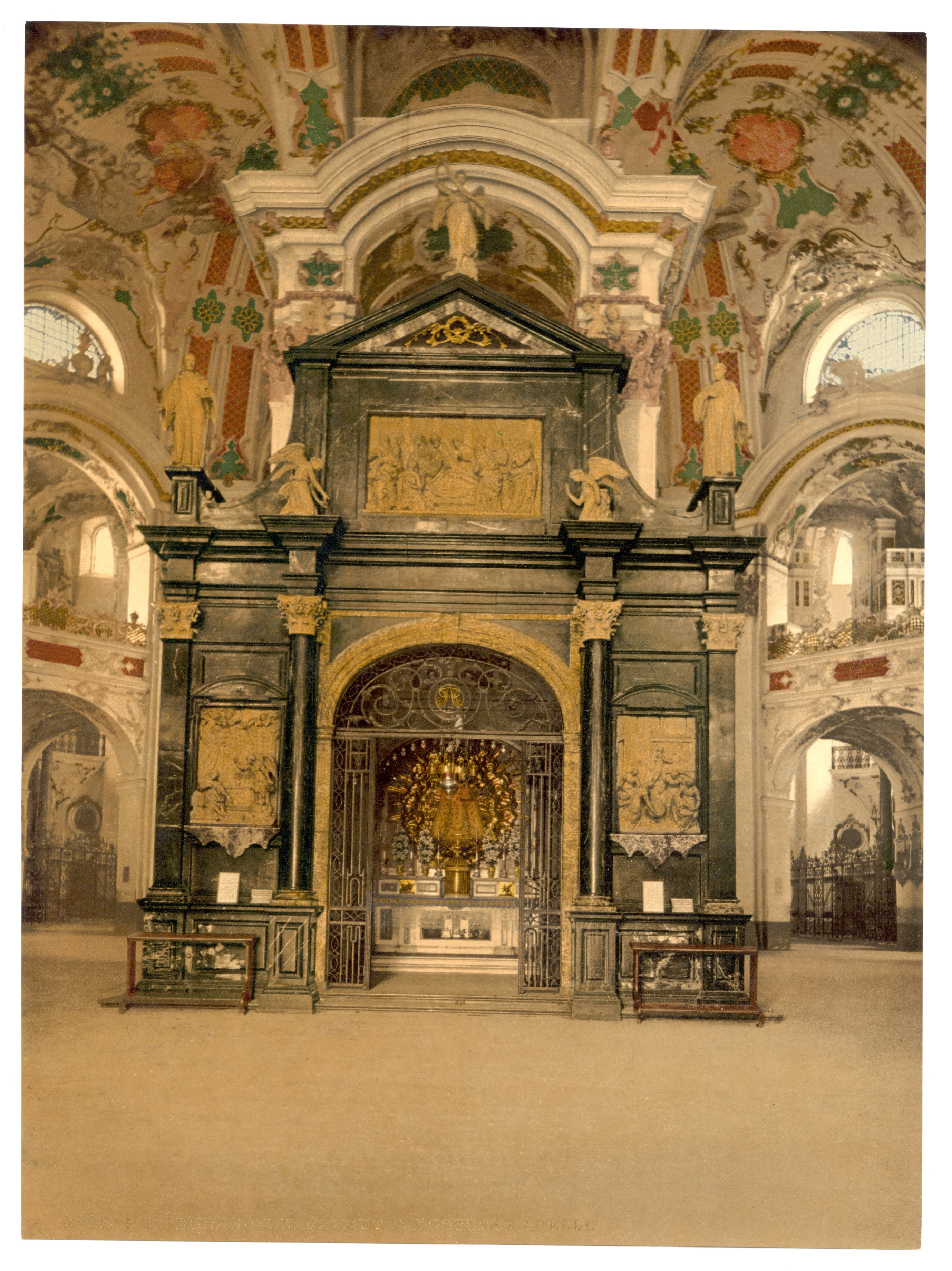
Il sacello della Madonna Nera all'interno dell'abbazia

La Cappella della Madonna Nera sta al centro dello spazio ottagonale, posto al fondo della navata, dinnanzi al portale d'ingresso alla chiesa.
In essa è contenuta una statua della Madonna, donata all'Abbazia nel 1547 dall'abate del monastero di Maulbronn. Essa si trova nel punto ove san Meinrado aveva eretto una piccola cappella, attorno alla quale fu poi costruita l'Abbazia. La Madonna è rappresentata in piedi e tiene tra le braccia il Bambin Gesù che gioca con un uccellino. È rivestita di un manto ricamato, che viene cambiato nelle varie feste liturgiche e che quindi ha colori diversi. In testa alla Madonna e al Bambino sono poste due corone regali. La cappella è meta continua di pellegrinaggi.

## Musica
L'organista di questa abbazia è padre Theo Flury, monaco benedettino e teologo.
È docente di organo e improvvisazione al conservatorio di Lucerna e al Pontificio Istituto di musica sacra di Roma, dove conseguì il diploma di organo. Si è poi specializzato in composizione e improvvisazione ad Amsterdam.